# سپاه دانش

نماد سپاه دانش

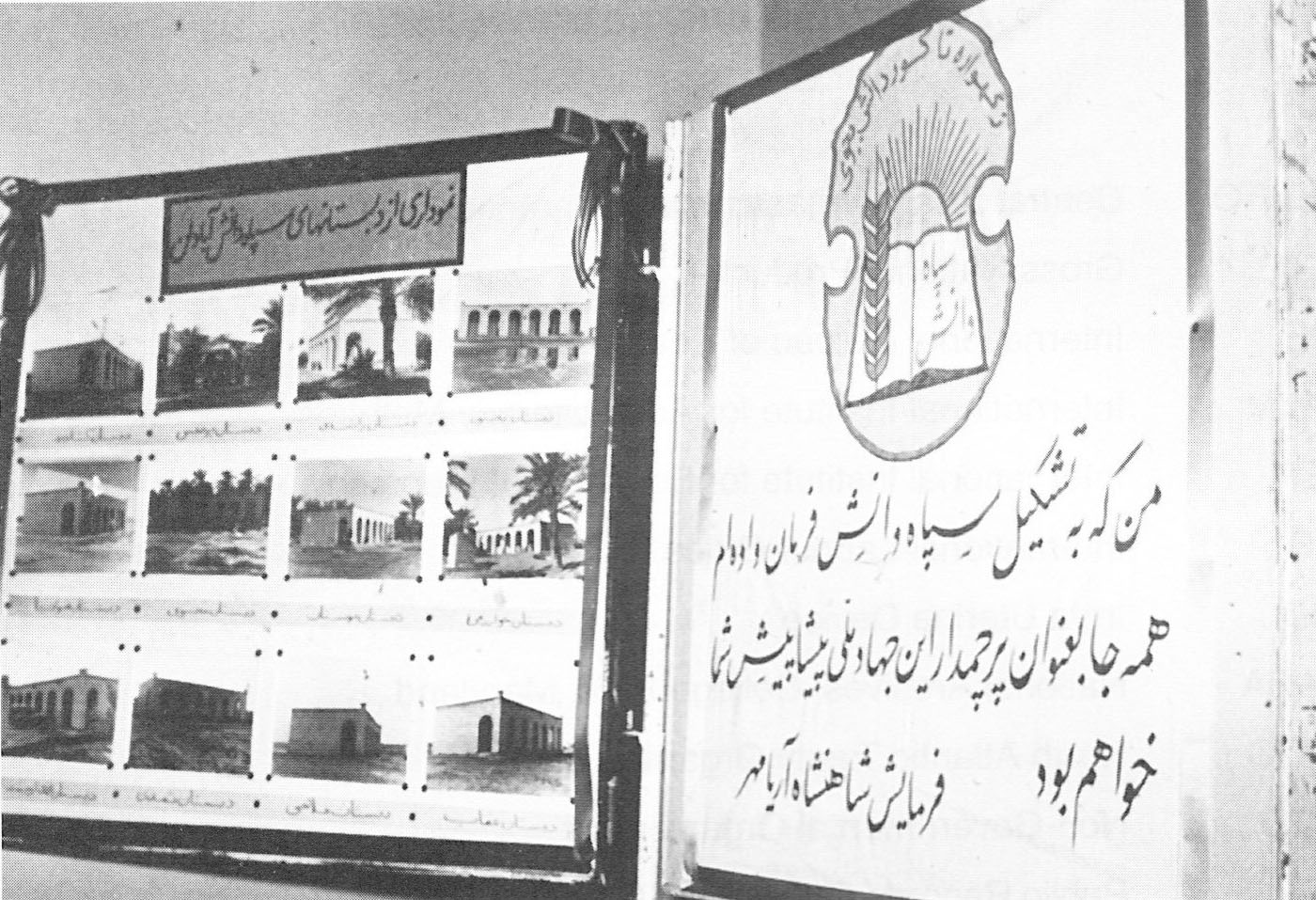
فرمان محمدرضا شاه: در این پیکار من که به تشکیل سپاه دانش فرمان داده‌ام همه جا به عنوان پرچمدار این جهاد ملی پیشاپیش شما خواهم بود

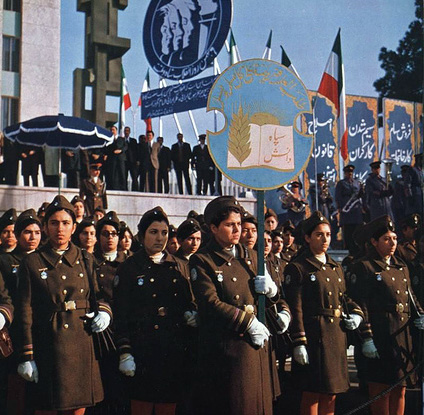
رژه دختران سپاهی دانش در برابر کاخ سنا

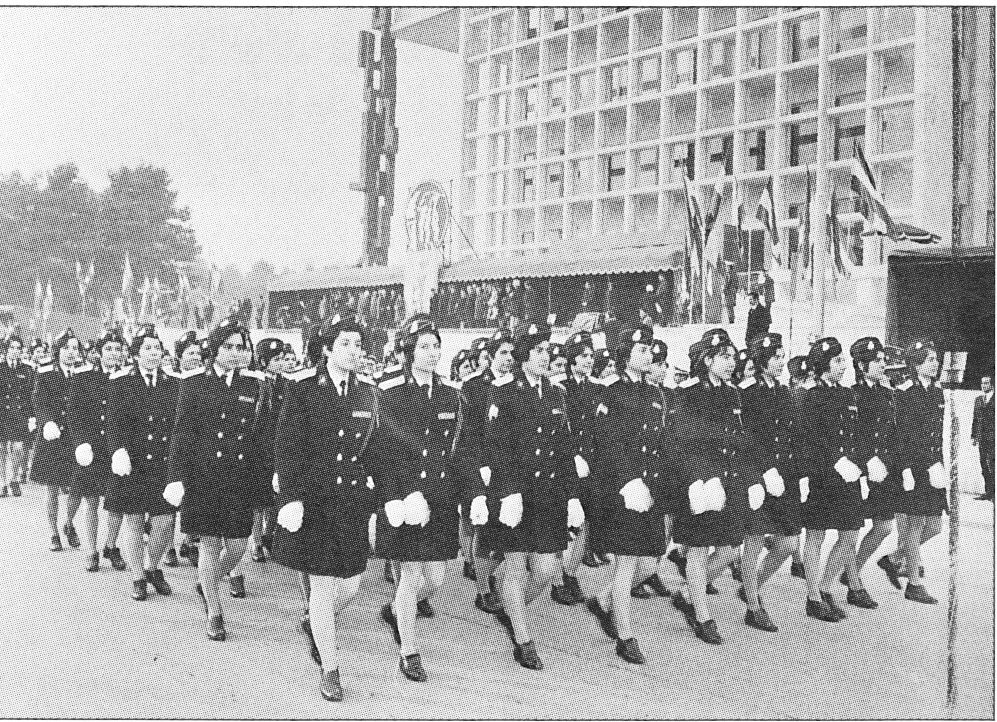
رژه دختران سپاهی دانش در برابر کاخ سنا

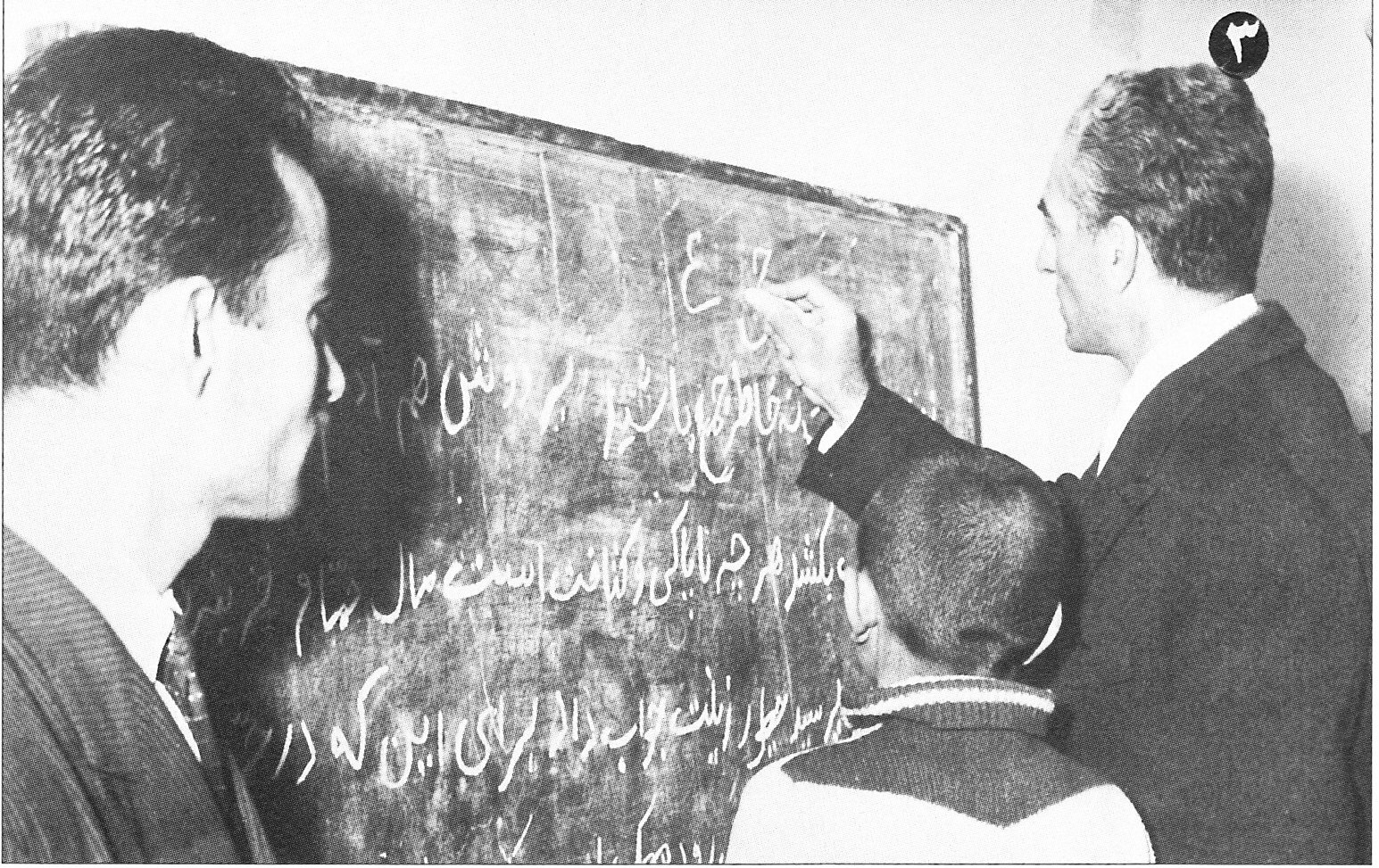
شاه ایران در یک مدرسه سپاه دانش در روستا

یک سپاهی دانش در روستا

سپاه دانش نام یک نهاد آموزش‌دهنده در دوره سلطنت محمدرضا شاه پهلوی و نخست‌وزیری اسدالله علم بود که در سال ۱۳۴۱ خورشیدی بنیاد شد و در سال ۱۳۴۲ کار خود را آغاز کرد. محمد باهری از نزدیکان علم و عضو کابینه او پرویز ناتل خانلری را مبتکر تشکیل این نهاد می‌داند.

## اصل ششم انقلاب شاه و مردم - سپاه دانش
اصل ششم انقلاب سفید یا انقلاب شاه و مردم سپاه دانش بود که در سال ۱۳۴۱ خورشیدی بنیاد شد و در سال ۱۳۴۲ کار خود را آغاز کرد.
در سطح کشور و در میانگین رده‌های سنی ۸۵٪ ایرانیان در بیسوادی کامل زندگی می‌کردند تنها راه بیرون آمدن از نکبت بیسوادی بهره گرفتن از نیروی دانش‌آموخته ایران بود که هم‌میهنان خود را از تاریکی بیرون آورند وو به آنها خواندن و نوشتن بیاموزند.
این سپاه از دانش‌آموختگان دورهٔ کامل متوسطه تشکیل می‌شد بر پایهٔ لایحه‌ای مصوبه بهمن‌ماه ۱۳۴۱ مجلس ایران تأسیس شد.
آموزگاران سپاه دانش یک دورهٔ ۴ ماهه را در مرکزهای آموزشی ارتش می‌گذراندند و با درجهٔ گروهبانی برای خدمت در سپاه دانش به وزارت آموزش و پرورش گمارده می‌شدند. خدمت آنان در سپاه دانش، خدمت زیر پرچم آن‌ها به‌شمار می‌آمد.
سپاهیان دانش توانستند تا سال ۱۳۵۷ بیست و هشت دوره از پسران و هجده دوره از دختران در این سپاه خدمت کنند که شماره آنها به بیش از یک صد هزار تن رسید. بسیاری از این دختران و پسران ایران پرست پس از پایان دوره سپاهیگری به استخدام وزارت آموزش و پرورش درآمدند و کار پر افتخار آموزگاری را ادامه دادند. برخی دیگر در راه بری خانه‌های انصاف به خدمت دولت درآمدند. هزینه مدرسه‌های سپاه دانش یک سوم مدرسه‌های ردیف خود بود. همه خدمت‌های فرهنگی و اجتماعی را سپاهیان به رایگان انجام می‌دادند.
سپاه دانش پیروزی شایانی به دست آورد تنها در روستاهای کشور در درازای پانزده سال، شمار دانش آموزان مدرسه‌های سپاه دانش ۶۹۲ درصد افزایش یافت همچنین در درازای پنج سال نخست ۵۱۰۰۰۰ پسر و ۱۲۸۰۰۰ دختر و همچنین ۲۵۰۰۰۰ مرد سالمند و ۱۲۰۰۰ زن سالمند را خواندن و نوشتن آموختند.
دختران و پسران ایران دیپلمه، لیسانسه، فوق لیسانس و آنهایی که دارای درجه دکترا چه در رشته‌های پزشکی یا رشته‌های دیگر بودند و خدمت زیر پرچم را می‌بایستی انجام دهند، پس از یک دوره کارآموزی چهارماهه بین این سه سپاه دانش، سپاه بهداشت و سپاه ترویج و آبادانی تقسیم می‌شوند.
اعضای سپاه دانش در دوره آموزشی ماهانه ۱۶ دلار دریافت می‌کردند و سپس، بر اساس درجه نظامی‌شان، ماهانه ۳۰۰ تا ۴۰۰ تومان (۵۰ دلار) حقوق می‌گرفتند. زنان ماهانه ۴۵۰ تومان دریافت می‌کردند (شاید به این دلیل که خدمت در ارتش برای زنان اجباری نبود و یک حقوق مناسب می‌توانست به جذب داوطلبان کمک کند). هزینه آموزش هر دانش‌آموز در مدارسی که توسط سپاه دانش اداره می‌شد، حداقل در نظر گرفته می‌شد (۱۰۰ تومان، معادل ۱۳.۳۳ دلار)، یعنی یک‌سوم هزینه‌های تحصیل در مدارس معمولی. علاوه بر این، روستاییان خود هزینه ساخت امکانات آموزشی را تأمین می‌کردند.
با اجرای سپاه دانش، آموزش تا حدی از کنترل علما خارج شد؛ علما پیش‌تر نسل جوان را بر اساس سنت‌های مذهبی پرورش می‌دادند. این برنامه در واقع با هدف کمک به رژیم در ایجاد یک دولت-ملت مدرن بر پایه‌ای غیر از دین طراحی شده بود. زبان فارسی به عنوان زبان مشترک، ابزار اصلی برای القای روحیه وحدت ملی بود. آموزش تاریخ امپراتوری پارس ابزاری برای ایجاد حس تعلق مردم به ایران بود. به عنوان مثال، در کتاب درسی سال سوم دبیرستان، دخالت روحانیون زرتشتی در سیاست به‌عنوان عاملی برای شکست امپراتوری ساسانی در برابر سپاهیان مسلمان معرفی شده بود. بنابراین، دخالت دینی در امور سیاسی به‌شدت خطرناک تلقی می‌شد.
چهار اصل از اصول انقلاب سفید، یعنی اصل ششم  سپاه دانش ، اصل دوازدهم انقلاب اداری و آموزشی و اصل پانزدهم آموزش رایگان و اجباری در هشت سال نخستین تحصیل و اصل شانزدهم تغذیه رایگان برای کودکان خردسال در مدرسه‌ها و تغذیه رایگان شیرخوارگان تا دو سالگی با مادران دست در دست همه جنبه‌های آموزش و پرورش کشور را زیر نظر دارند.
آخرین مدیر کل سپاهیان دانش کل کشور دختران و پسران قدرت‌الله صدرایی است وی از سال ۱۳۵۴ تا بهمن ۱۳۵۷ در این سمت باقی ماند

## قوانین اصل ششم - سپاه دانش
- قانون راجع به پذیرفتن فارغ التحصیلان دیپلمه داوطلب خدمت در ارتش و سپاه دانش - مصوب ۱۳ اردیبهشت ۱۳۴۳ مجلس شورای ملی؛ و ۹ بهمن ۱۳۴۲ مجلس سنا - این قانون در تاریخ ۲۲ اردیبهشت ۱۳۴۳ به توشیح محمدرضا شاه پهلوی رسید.
- قانون تأمین هزینه سپاهیان دانش در ایام تعطیلات تابستانی مدارس - مصوب ۱۶ دی ۱۳۵۲ مجلس شورای ملی و ۳ دی ۱۳۵۲ مجلس سنا - این قانون در تاریخ ۹ دی ۱۳۵۲ به توشیح محمدرضا شاه پهلوی رسید.
- قانون احتساب دوره خدمت سپاهیگری جزو سوابق خدمت دولتی - مصوب ۱۱ تیر ۱۳۵۳ مجلس شورای ملی و ۱۱ آذر ۱۳۵۳ مجلس سنا - این قانون در تاریخ ۳۰ آذر ۱۳۵۳ به توشیح محمدرضا شاه پهلوی رسید.

## حواشی
گزارش‌هایی وجود داشت مبنی بر اینکه اعضای سپاه در «فعالیت‌های سیاسی مخالف» شرکت داشتند. برای نمونه، در سال ۱۹۶۶، برخی از اعضای سپاه دانش در فعالیت‌های سیاسی در چارچوب حزب ملل اسلامی مشارکت داشتند. در پاییز ۱۹۶۵، پنجاه و پنج نفر از اعضای این سازمان دستگیر شدند و در مارس ۱۹۶۶ محکوم گردیدند. سه نفر از آن‌ها عضو سپاه دانش بودند و رهبرشان تنها چند ماه پیش از دستگیری، مأموریت خود را در سپاه به پایان رسانده بود. علاوه بر این، نشانه‌هایی وجود دارد که دولت، نگران گزارش‌هایی مبنی بر اینکه اعضای سپاه دانش، آگاهانه یا ناآگاهانه، در روستاها به انتشار تبلیغات ضدحکومتی پرداخته‌اند (که اغلب تحت تأثیر برنامه‌های رادیویی کمونیستی بوده است)، درصدد مقابله با این وضعیت برآمده است. در عملیاتی به بزرگی سپاه دانش و در کشوری مانند ایران، وقوع چنین فعالیت‌هایی تا حدی قابل پیش‌بینی است. هرچند با توجه به بزرگی سپاه، میزان این موارد چندان قابل توجه به نظر نمی‌رسید.

## اثرات
بسیاری از والدین اعضای سپاه دانش تحت تأثیر «رادیکالیسم تازه‌یافته فرزندانشان» قرار گرفتند و در نتیجه، تأثیر سیاسی نهضت سوادآموزی بیش از آنچه عموماً تصور می‌شد، بود. بر اساس یک نظرسنجی، ۸۲.۳٪ از اعضای سپاه دانش اعلام کردند که این تجربه باعث شده است تا آگاهی بیشتری نسبت به وضعیت واقعی مناطق روستایی ایران پیدا کنند و دریابند که هیچ راه‌حل فوری‌ای در دسترس نیست. همچنین، ۸٪ اظهار داشتند که نسبت به «ناکارآمدی و رکود بوروکراسی دولتی» آگاه‌تر شده‌اند.

## تمبرهای یادبود انقلاب شاه و مردم - سپاه دانش

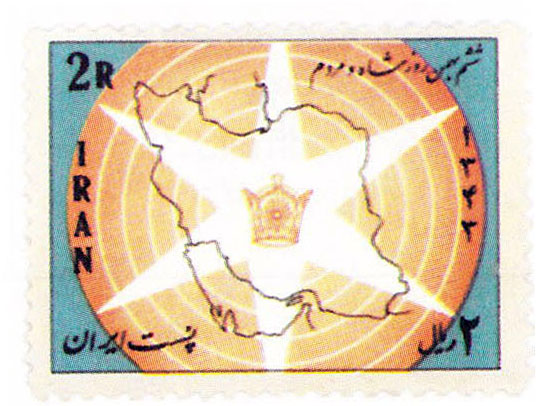
ششم بهمن روز شاه و مردم
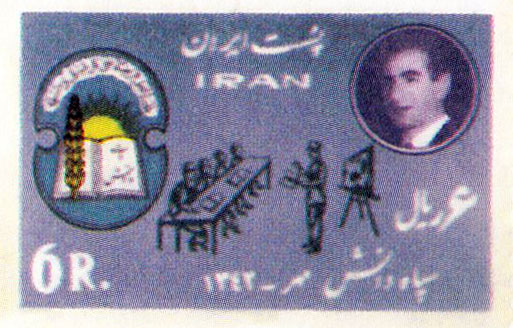
سپاه دانش مهر ماه ۱۳۴۲
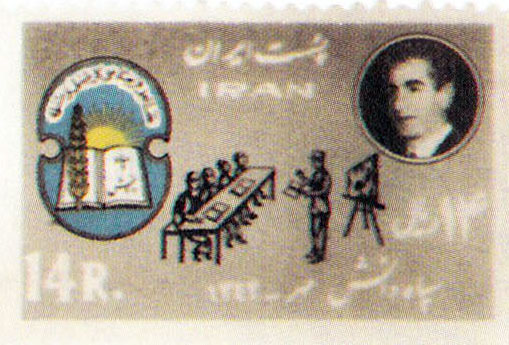
سپاه دانش مهر ماه ۱۳۴۲
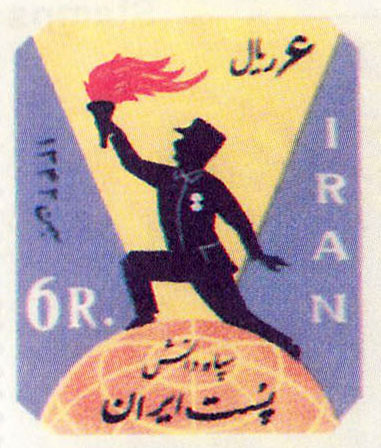
سپاه دانش بهمن ماه ۱۳۴۲

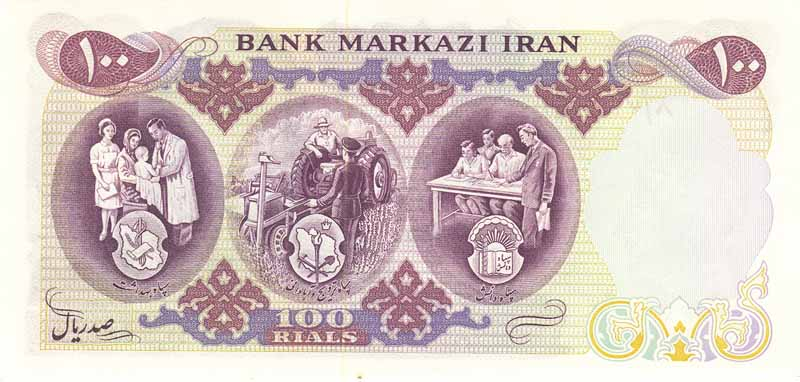
صد ریالی - پشت اسکناس تصویر یادبود سپاه دانش (تصویر راست).